# Cherry Valley Township (Ohio)
Cherry Valley Township ist eines von 27 Townships des Ashtabula Countys im US-Bundesstaat Ohio. Nach der Volkszählung im Jahr 2000 waren hier 857 Einwohner registriert.

## Geografie
Cherry Valley Township liegt im Südosten des Ashtabula Countys im äußersten Nordosten von Ohio und grenzt im Uhrzeigersinn an die Townships: Dorset Township, Richmond Township, Andover Township, Williamsfield Township, Wayne Township, Colebrook Township, New Lyme Township und Lenox Township.

## Verwaltung
Das Township wird durch ein Board of Trustees, bestehend aus drei gewählten Mitgliedern, verwaltet. Zwei Personen werden jeweils im Jahr nach der Präsidentschaftswahl gewählt und eine jeweils im Jahr davor. Die Amtszeit dauert in der Regel vier Jahre und beginnt jeweils am 1. Januar. Daneben gibt es noch einen Township Clerk (Schriftführer), der ebenfalls im Jahr vor der Präsidentschaftswahl auf eine vierjährige Amtszeit gewählt wird. Dessen Amtszeit beginnt jeweils am 1. April.